# 科料
科料，是日本及大韓民國比罰金小額的財產刑。

## 日本
依據日本刑法第十七條，科料(かりょう)是指罰金金額在1000日圓以上但不足一萬日圓、而且只適用於輕微罪行的刑罰。
依據日本刑法第十八條第2項，科料不繳納者，留置於勞役場所一日至三十日，類似中華民國的易服勞役。

## 大韓民國
大韓民國的科料，是一種財產刑。
依據大韓民國刑法第47條，科料（과료, 科料）的金額是2000至50000韓圓。
依據韓國刑法第69條，科料不繳納者，留置於勞役場所1日至30日。